# Vicente Dutra
Vicente Dutra is een gemeente in de Braziliaanse deelstaat Rio Grande do Sul. De gemeente telt 5.587 inwoners (schatting 2009).